# Hāyeţ
Hāyeţ (persiska: هایط, Seyyed Ramaẕān, سیّد رمضان) är en ort i Iran.   Den ligger i provinsen Khuzestan, i den centrala delen av landet, 500 km söder om huvudstaden Teheran. Hāyeţ ligger 31 meter över havet och antalet invånare är 146.
Terrängen runt Hāyeţ är platt.Runt Hāyeţ är det ganska tätbefolkat, med 111 invånare per kvadratkilometer. Närmaste större samhälle är Beyt-e Bāvī, 16,4 km öster om Hāyeţ. Trakten runt Hāyeţ är ofruktbar med lite eller ingen växtlighet.